# Kurdische Einheitspartei in Syrien
Die Kurdische Einheitspartei in Syrien (Kurdisch: Partîya Yekîtîya Kurdistani – Sûrîyê, Arabisch: حزب يكيتي الكردستاني – سوريا, DMG Ḥizb Yakītī al-Kurdistānī – Sūriyā; PYKS) ist eine kurdische Partei in den kurdischen Gebieten Syriens.
Die konstituierende Konferenz fand im Jahr 2000 statt. Die Partei setzt sich für die Interessen der Kurden in Syrien ein.

## Parteisekretäre
Eine Liste der Namen der Parteisekretäre seit ihrer Gründung:
| Nummer | Name              | Start     | Ende     |
| ------ | ----------------- | --------- | -------- |
| 1      | Abdul Baki Yousef | von 2000  | bis 2004 |
| 2      | Hassan Saleh      | von 2004  | bis 2007 |
| 3      | Fouad Aliko       | von 2007  | bis 2010 |
| 4      | Ismail Hamieh     | von 2010  | bis 2013 |
| 5      | Ibrahim Biro      | von 2013  | bis 2018 |
| 6      | Sulaiman Oso      | seit 2018 |          |